# Pearson Peak
Der Pearson Peak ist ein felsiger Berg an der Ruppert-Küste des westantarktischen Marie-Byrd-Lands. Er ragt auf dem Gebirgskamm zwischen Land-Gletscher und Paschal-Gletscher in einer Entfernung von 1,5 km südlich des McGaw Peak auf.
Der United States Geological Survey kartierte ihn anhand eigener Vermessungen und Luftaufnahmen der United States Navy aus den Jahren von 1959 bis 1965. Das Advisory Committee on Antarctic Names benannte ihn 1966 nach Herbert E. Pearson, Geomagnetiker und Seismologe im United States Antarctic Research Program auf der Byrd-Station im Jahr 1963.